# Hrabstwo Logan (Oklahoma)

Piramida wieku mieszkańców hrabstwa Logan

Logan – hrabstwo w stanie Oklahoma w USA. Założone w 1890 roku. Populacja liczy 33 924 mieszkańców (stan według spisu z 2000 roku).
Powierzchnia hrabstwa to 1940 km² (w tym 12 km² stanowią wody). Gęstość zaludnienia wynosi 18 osoby/km².
Nazwa hrabstwa pochodzi od nazwiska Johna A. Logana generała z wojny secesyjnej.

## Miasta
- Cedar Valley
- Cimarron City
- Coyle
- Crescent
- Guthrie
- Langston
- Marshall
- Meridian
- Mulhall
- Orlando